# Ямамото Мію
Мію Ямамото (яп. 山本 美憂; нар. 4 серпня 1974, Кавасакі, префектура Канаґава) — японська борчиня вільного стилю, триразова чемпіонка та срібна призерка чемпіонатів світу, чемпіонка Азії.

## Життєпис
Стала чемпіонкою Японії у віці 13 років. У 17 років вперше виграла світову першість, ставши наймолодшою чемпіонкою світу з жіночої боротьби в історії.
Виступала за борцівський клуб «Ніттайські пантери» Японського університету спортивної науки, Токіо. Тренер — Ікуей Ямамото.
У серпні 2016 було оголошено, Мію Ямамото дебютує у змішаних єдиноборствах. Це був перший випадок в історії, коли мати і син билися на одній арені. Її син Арсен Ямамото, дебютував у змішаних єдиноборствах 2015 року. Станом на 25 липня 2018 року провела чотири бої, в яких один раз перемогла і тричі зазнала поразок.

## Родина
Її батько Ікуей Ямамото був її тренером. У минулому — теж борець, учасник мюнхенської Олімпіади 1972 року, де посів сьоме місце у змаганнях з греко-римської боротьби. Молодша сестра — Сейко Ямамото, теж борчиня, чотириразова чемпіонка світу та дворазова чемпіонка Азії. Старший брат — Норіфумі Ямамото, відомий боєць змішаних єдиноборств.

## Спортивні результати на міжнародних змаганнях

### Виступи на Чемпіонатах світу
| Змагання                        | Збірна | Вагова категорія          | Місце  |
| ------------------------------- | ------ | ------------------------- | ------ |
| Чемпіонат світу з боротьби 1991 | Японія | жіноча боротьба, до 47 кг | Золото |
| Чемпіонат світу з боротьби 1994 | Японія | жіноча боротьба, до 50 кг | Золото |
| Чемпіонат світу з боротьби 1995 | Японія | жіноча боротьба, до 47 кг | Золото |
| Чемпіонат світу з боротьби 1998 | Японія | жіноча боротьба, до 46 кг | Срібло |

### Виступи на Чемпіонатах Азії
| Змагання                       | Збірна | Вагова категорія          | Місце  |
| ------------------------------ | ------ | ------------------------- | ------ |
| Чемпіонат Азії з боротьби 1999 | Японія | жіноча боротьба, до 46 кг | Золото |

### Виступи на Кубках світу
| Змагання                    | Збірна | Вагова категорія          | Місце |
| --------------------------- | ------ | ------------------------- | ----- |
| Кубок світу з боротьби 2003 | Японія | жіноча боротьба, до 48 кг | 6     |

### Виступи на інших змаганнях
| Змагання                                                | Збірна | Вагова категорія          | Місце  |
| ------------------------------------------------------- | ------ | ------------------------- | ------ |
| Міжнародний меморіал Дейва Шульца 2003                  | Японія | жіноча боротьба, до 48 кг | Срібло |
| Міжнародний турнір Ньюйоркського атлетичного клубу 2011 | Японія | жіноча боротьба, до 48 кг | Бронза |
| Кубок Канади з боротьби 2012                            | Японія | жіноча боротьба, до 48 кг | Бронза |
| Nordhagen Classics 2013                                 | Японія | жіноча боротьба, до 51 кг | Золото |
| Кубок Канади з боротьби 2014                            | Японія | жіноча боротьба, до 48 кг | Бронза |
| Кубок Канади з боротьби 2015                            | Японія | жіноча боротьба, до 53 кг | 4      |